# Encephalartos arenarius
Encephalartos arenarius — вид голонасінних рослин класу саговникоподібні (Cycadopsida).
Етимологія: лат. arenarius — «піщаний», від місця проживання на реліктових прибережних дюнах з піску.

## Опис

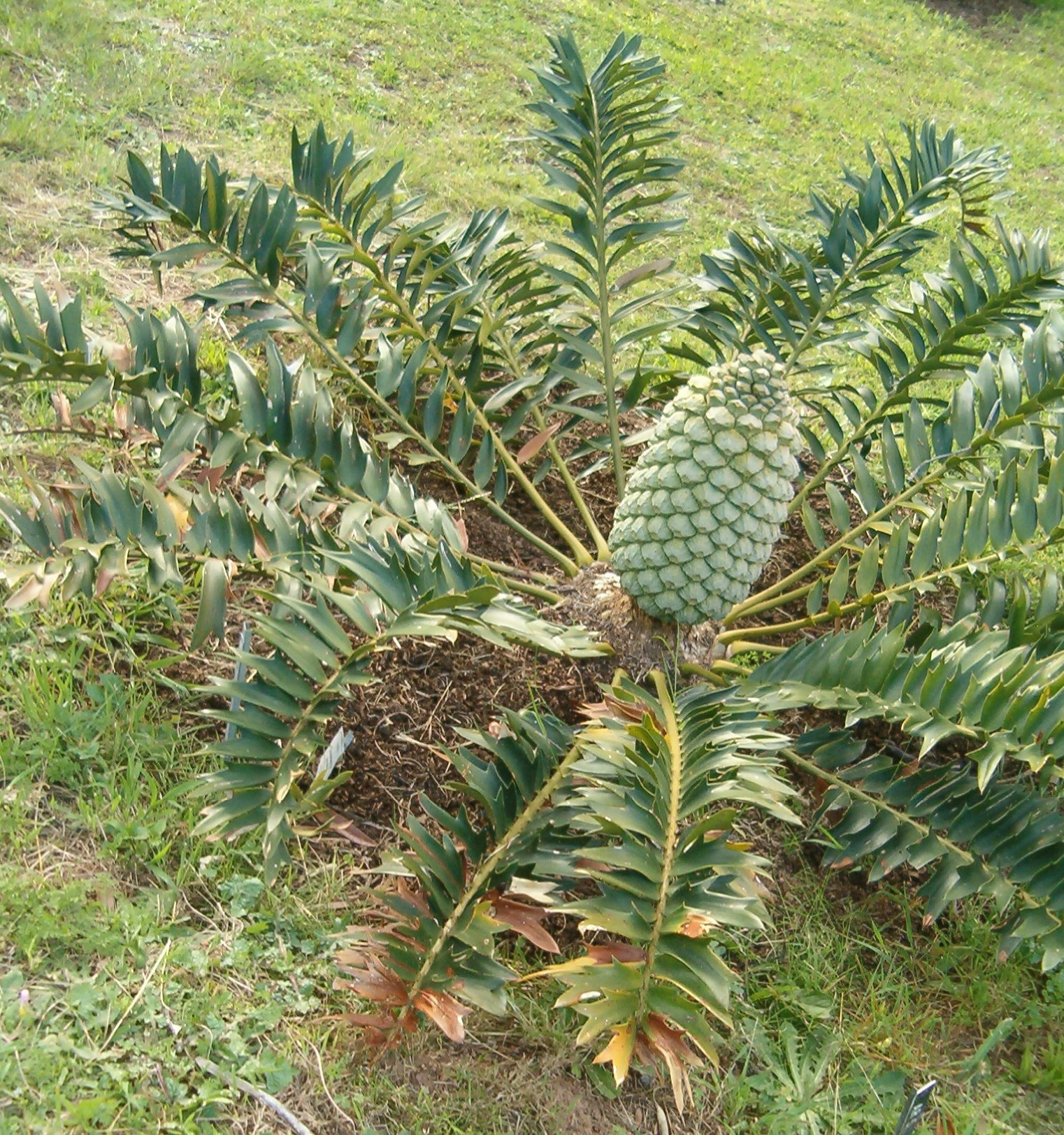

Рослини деревовиді; стовбур 1 м заввишки, 20–30 см діаметром. Листки 100—150 см в довжину, сині або срібні, напівглянсові; хребет зелений, троха зігнутий; черешок прямий, без колючок. Листові фрагменти яйцевиді; середні — 12–16 см завдовжки, 30–40 мм завширшки. Пилкові шишки 1, вузькояйцевиді, зелені, 30–50 см завдовжки, 8–15 см діаметром. Насіннєві шишки 1, яйцеподібні, зелені, довжиною 50–60 см, 25–30 см діаметром. Насіння яйцеподібне, довжиною 40–50 мм, шириною 20–25 мм, саркотеста червона.

## Поширення, екологія
Поширений у невеликому районі Східної Капської провінції в ПАР. Основні субпопуляції знаходяться недалеко від міста Олександрія. Записаний від 100 до 200 м над рівнем моря. Рослини ростуть в густо лісистих прибережних дюнних лісах і чагарниках. Більшість рослин — на помірно крутих схилах в піщаному ґрунті на стабілізованих дюнах.

## Загрози та охорона
Серйозною загрозою для цього виду є видалення колекціонерами. Це було основною причиною скорочення за останні 50 років. Деякі з них також були знищені в результаті знищення місць проживання (щоб звільнити місце для пасовищ). Популяції є в межах Національного Парку Аддо.